# Збройні сили Гани
Збройні сили Гани (англ. Ghana Armed Forces) — сукупність військ Республіки Гана, призначена для захисту свободи, незалежності і територіальної цілісності держави. Складаються з сухопутних військ, військово-морських сил та повітряних сил.

## Склад збройних сил

### Повітряні сили
За даними журналу FlightGlobal, станом на 2020 рік, на озброєнні повітряних сил Гани були 2 розвідувальних, 2 транспортних, 6 навчально-тренувальних літаків і 13 багатоцільових і бойових вертольотів.
| Тип            | Виробництво    | Призначення                  | Кількість | Примітки    |        |
| Літаки         | Літаки         | Літаки                       | Літаки    | Літаки      | Літаки |
| -------------- | -------------- | ---------------------------- | --------- | ----------- | ------ |
| DA42           | Австрія        | розвідувальний літак         | 2         |             |        |
| C-295          | Іспанія        | транспортний літак           | 2         |             |        |
| DA42           | Австрія        | навчально-тренувальний літак | 1         |             |        |
| EMB-314        | Бразилія       | навчально-бойовий літак      |           | замовлено 9 |        |
| K-8            | Іспанія        | навчально-бойовий літак      | 4         |             |        |
| L-29           | Чехословаччина | навчально-бойовий літак      | 1         |             |        |
| Вертольоти     |                |                              |           |             |        |
| AW109          | Італія         | багатоцільовий вертоліт      | 2         |             |        |
| Bell 412       | США            | багатоцільовий вертоліт      | 1         |             |        |
| Ми-17 / Ми-171 | СРСР           | багатоцільовий вертоліт      | 6         | 2 замовлено |        |
| Ми-35          | Росія          | багатоцільовий вертоліт      |           | замовлено 4 |        |
| Z-9            | КНР            | багатоцільовий вертоліт      | 4         |             |        |

Розпізнавальний знак
Знак на кіль